# Carl Gustaf Lundquist
Carl Gustaf Lundquist, född den 5 augusti 1841 i Stockholm, död den 25 februari 1917 i Uppsala, var en svensk universitetslärare. Han var måg till Anders Jonas Ångström samt svärfar till Einar Billing och Gustaf Tidholm.
Lundquist blev student vid Uppsala universitet 1858, filosofie kandidat 1867, filosofie doktor 1869, docent i fysik samma år och adjunkt i fysik och mekanik 1874 samt var 1875–1906 professor i mekanik. Han var i många år censor vid mogenhetsprövningarna. År 1876 blev Lundquist ledamot av Vetenskapssocieteten i Uppsala. Han utgav bland annat Bidrag till kännedomen af den jordmagnetiska intensiteten och inklinationen i mellersta och södra Sverige (i Vetenskapsakademiens handlingar, band 9, 1871), Sur la reflexion de la lumière à la surface des corps isotropes (i "Nova acta Societatis scientiarum upsaliensis", volym 9, 1874), Om värmefördelningen i normalspektrum (i "Öfversättning af Vetenskapsakademiens förhandlingar", 1874), Om värmets ledning i en cylinder (där, 1875) och Om friktion hos vätskor och gaser, I (i Uppsala universitets årsskrift, 1875).
Han var från 1874 till sin död gift med Anna Ångström (1847–1938). Makarna Lundquist vilar på Uppsala gamla kyrkogård.